# Джонстон, Элисон
Элисон Джонстон (англ. Alison Johnstone; британское произношение: [ˈælɪsən ˈdʒɒnstən]; род. 11 октября 1965) — шотландский политик, занимающая должность председателя парламента Шотландии с 2021 года. Будучи избранной членом Шотландской партии зелёных, отказалась от партийной принадлежности, став председателем. С 2011 года является членом парламента от округа Лотиан.
Джонстон родилась и выросла в Эдинбурге, где посещала среднюю школу Святого Августина. Работала помощником Робина Харпера, первого избранного политика от Партии зелёных в Великобритании. В 2007 году Джонстон была выдвинута без возражений на должность сопредседателя Шотландской партии зелёных, занимая эту должность вместе с Харпером. В том же году она была избрана в городской совет Эдинбурга, представляя округ Медоуз/Морнингсайд до 2012 года. На выборах в Шотландский парламент 2011 года она была избрана дополнительным членом от региона Лотиан. После выборов 2019 года на со-лидерство Шотландской партии зелёных, Джонстон служила со-лидером в Шотландском парламенте до выборов 2021 года.
После выборов в шестой состав Шотландского парламента Джонстон была единственным кандидатом на должность председателя парламента. Она получила 97 голосов "за" и была избрана на должность председателя Шотландского парламента без возражений. Джонстон является второй женщиной и первым членом Партии зелёных, занявшим эту должность.